# Злоткови
Злоткови (пол. Złotkowy) — село в Польщі, у гміні Рихвал Конінського повіту Великопольського воєводства.
Населення — 245 осіб (2011).
У 1975-1998 роках село належало до Конінського воєводства.

## Демографія
Демографічна структура станом на 31 березня 2011 року:
|          | Загалом | Допрацездатний вік | Працездатний вік | Постпрацездатний вік |
| -------- | ------- | ------------------ | ---------------- | -------------------- |
| Чоловіки | 115     | 28                 | 79               | 8                    |
| Жінки    | 130     | 24                 | 81               | 25                   |
| Разом    | 245     | 52                 | 160              | 33                   |